# 塞拉诺瓦
塞拉诺瓦，是西班牙加利西亚自治区奥伦塞省的一个市镇。总面积67平方公里，总人口5993人（2001年），人口密度89人/平方公里。